# Układ (film 2013)
Układ (ang. Closed Circuit) – brytyjsko-amerykański film kryminalny z gatunku dramat z 2013 roku w reżyserii Johna Crowleya. Wyprodukowany przez brytyjską wytwórnię Working Title Films.
Premiera filmu odbyła się 28 sierpnia 2013 w Stanach Zjednoczonych, a dwa miesiące później 1 listopada 2013 w Wielkiej Brytanii. Zdjęcia do filmu zrealizowano w Londynie w Anglii w Wielkiej Brytanii. Układ otrzymał mieszane recenzje od krytyków. Magazyn Rotten Tomatoes przyznał filmowi ocenę 42%, natomiast Metacritic otrzymał za film 51 ze 100 punktów.

## Opis fabuły
W Londynie dochodzi do zamachu. W ręce policji trafia jeden z zamachowców Farroukh Erdogan (Denis Moschitto). Władze przygotowują się do procesu stulecia. Biorą w nim udział Claudia Simmons-Howe (Rebecca Hall) i Martin Rose (Eric Bana), jej były kochanek. Stają jednak po przeciwnych stronach.

## Obsada
Źródło: Filmweb
- Eric Bana jako Martin Rose
- Rebecca Hall jako Claudia Simmons-Howe
- Ciarán Hinds jako Devlin
- Jim Broadbent jako prokurator generalny
- Riz Ahmed jako Nazrul Sharma
- Kenneth Cranham jako Cameron Fischer
- Jemma Powell jako Elizabeth
- Doug Allen jako Ryan
- Barbora Bobuľová jako Piccola
- Denis Moschitto jako Farroukh Erdogan
- Angus Wright jako Andrew Altman
- Pinar Ögün jako Ilkay Erdogan
- Hemi Yeroham jako Emin
- Julia Stiles jako Joanna Reece
- Anne-Marie Duff jako Melissa Fairbright
- James Lowe jako Simon Fellowes